# Алберто Акоста
Алберто Акоста (Ароцена, 23. август 1966) бивши је аргентински фудбалер.

## Каријера
Током каријере је играо за Сан Лорензо де Алмагро, Тулузу, Бока јуниорс, Универсидад Католика, Спортинг Лисабон и многе друге клубове.

## Репрезентација
За репрезентацију Аргентине дебитовао је 1992. године. За тај тим је одиграо 19 утакмица и постигао 3 гола.

## Статистика
| Аргентина | Аргентина | Аргентина |
| Година    | Наступи   | Голови    |
| --------- | --------- | --------- |
| 1992.     | 6         | 1         |
| 1993.     | 9         | 0         |
| 1994.     | 0         | 0         |
| 1995.     | 4         | 2         |
| Укупно    | 19        | 3         |